# ショーン・コネリー/盗聴作戦
『ショーン・コネリー/盗聴作戦』（ショーン・コネリー/とうちょうさくせん、原題：The Anderson Tapes）は、1971年制作のアメリカ合衆国のクライム映画。シドニー・ルメット監督、ショーン・コネリー主演。

## あらすじ
デュークは金庫破りで10年の刑期を終えて出所後、ニューヨーク・イースト・サイドの豪華なマンションに住む愛人のイングリッドを訪ねた。そのマンションは類いまれなる豪華さで、加えて警備の厳重さは完璧に近いものであった。デュークはこのマンションの財産総額を計算し、マンションの全財産をそっくりいただくという犯罪計画を企てる。
デュークは早速プロフェッショナル・チームを編成、その面々は、表向き実業家で実はギャングのパットを始め、トミー、ザ・キッド、スペンサー、デュークの刑務所仲間パップ、パットの部下の殺し屋ソックス。一味は住人の名前、部屋の見取図、金庫の位置などを次々と調べあげ、また警備装置をポラロイドで撮影して、労働感謝祭の日を決行日と決めた。
だが、彼らはFBIなどの捜査機関から目を付けられて監視され、彼らの言動はすべてチェックされていたのだった。そうとは知らないデュークたちはいよいよ計画を決行、すばやく仕事を進めていくが、思わぬミスから犯行が発覚、デラニー警部の指揮するニューヨーク市警察によって次々と一網打尽にされていく。

## キャスト
| 役名                   | 俳優                       | 日本語吹替                                                |
| 役名                   | 俳優                       | フジテレビ版                                              |
| ---------------------- | -------------------------- | --------------------------------------------------------- |
| デューク・アンダーソン | ショーン・コネリー         | 若山弦蔵                                                  |
| イングリッド           | ダイアン・キャノン         | 北浜晴子                                                  |
| トミー・ハスキンズ     | マーティン・バルサム       | 勝田久                                                    |
| デラニー警部           | ラルフ・ミーカー           | 千葉耕市                                                  |
| パット・アンジェロ     | アラン・キング             | 小林修                                                    |
| ザ・キッド             | クリストファー・ウォーケン | 古川登志夫                                                |
| ソックス・パレッリ     | ヴァル・エイヴリー         | 島宇志夫                                                  |
| スペンサー             | ディック・ウィリアムズ     | 田中康郎                                                  |
| エバーソン             | ギャレット・モリス         | 若本紀昭                                                  |
| ジミー                 | ポール・ベンジャミン       | 徳丸完                                                    |
| ウェルナー             | リチャード・B・シャル      | 村越伊知郎                                                |
| ルビコフ               | コンラッド・ベイン         | 阪脩                                                      |
| カール夫人             | マーガレット・ハミルトン   | 鈴木れい子                                                |
| ハサウェイ夫人         | ジュディス・ローリー       | 京田尚子                                                  |
| ビンガム               | マックス・ショーウォルター | 国坂伸                                                    |
| ビンガム夫人           | ジャネット・ワード         | 市川千恵子                                                |
| ジェリー・ビンガム     | スコット・ジャコビー       | 清水秀生                                                  |
| ロンジン               | ノーマン・ローズ           | 上田敏也                                                  |
| オレアリ―              | ジョン・コール             | 野本礼三                                                  |
| 看護婦                 | ポーラ・トルーマン         | 原えおり                                                  |
| その他                 | N/A                        | 平林尚三 村瀬正彦 宮下勝 坂井志満 城山知馨夫 日比野美佐子 |
|                        |                            |                                                           |
| 演出                   | 演出                       | 中野寛次                                                  |
| 翻訳                   | 翻訳                       | 飯嶋永昭                                                  |
| 調整                   | 調整                       | 山田太平                                                  |
| 効果                   | 効果                       | 遠藤堯雄                                                  |
| 選曲                   | 選曲                       | 重秀彦                                                    |
| プロデューサー         | プロデューサー             | 山崎宏                                                    |
| 制作                   | 制作                       | 東北新社                                                  |

- フジテレビ版︰初回放送1975年10月3日『ゴールデン洋画劇場』21:00-22:55[4]

## 日本語字幕
太田国夫